# Rhamdia laluchensis
Rhamdia laluchensis är en fiskart som beskrevs av Weber, Allegrucci och Sbordoni 2003. Rhamdia laluchensis ingår i släktet Rhamdia och familjen Heptapteridae. Inga underarter finns listade i Catalogue of Life.